# Домино (вальс)
«Домино» (Domino) — популярный вальс итальянского аккордеониста и композитора Луиса Феррари, написанный в 1950 году. На его мелодию поэт-песенник Жак Плант написал французский текст, Дон Рэй – английский, В.Зубин – русский. Первым исполнителем песни был французский певец и киноактер Андре Клаво. Песня получила всемирную известность, и её включили в свои репертуары многочисленные исполнителей разных стран (среди них Паташу, Люсьен Делиль, Дорис Дэй, Энди Уильямс, Тони Мартин, Бинг Кросби).
На русском языке (автор В.Зубин) в фильме "Дело Румянцева" песню исполнял Глеб Романов.